# Dorneyville, Pennsylvania
Dorneyville, Pennsylvania (енгл. Dorneyville) насељено је место без административног статуса у америчкој савезној држави Пенсилванија.

## Демографија
По попису из 2010. године број становника је 4.406.
| Група             | 2000.    | 2010.         |
| Белци             | 0 (0,0%) | 3.958 (89,8%) |
| Афроамериканци    | 0 (0,0%) | 116 (2,6%)    |
| Азијати           | 0 (0,0%) | 141 (3,2%)    |
| Хиспаноамериканци | 0 (0,0%) | 158 (3,6%)    |
| Укупно            | 0        | 4.406         |